# Лозовой (Самарская область)
Лозовой — посёлок в Пестравском районе Самарской области. Входит в состав сельского поселения Майское.

## История
В 1973 г. Указом Президиума ВС РСФСР поселок отделения № 2 совхоза «Майский» переименован в Лозовой.

## Население
| 2010 |
| ---- |
| 111  |